# Vela als Jocs Olímpics d'estiu de 2004
Als Jocs Olímpics d'Estiu de 2004 celebrats a la ciutat d'Atenes (Grècia) es disputaren 11 proves de vela, quatre en categoria masculina, quatre en femenina i tres en mixta. La competició se celebrà entre els dies 14 i 28 d'agost de 2004 al Centre Olímpic de Vela d'Hàgios Kosmàs.
Hi participaren un total de 400 regatistes, entre ells 261 homes i 139 dones, de 61 comitès nacionals diferents.

## Resum de medalles

### Categoria masculina
| Prova               | Or                                        | Argent                                | Bronze                               |
| Classe 470 Detalls  | Estats UnitsPaul Foerster · Kevin Burnham | Regne UnitNick Rogers · Joe Glanfield | JapóKazuto Seki · Kenjiro Todoroki   |
| Classe Finn Detalls | Ben Ainslie                               | Rafael Trujillo                       | M. Kusznierewicz                     |
| Windsurf Detalls    | Gal Fridman                               | N. Kaklamanakis                       | Nick Dempsey                         |
| Classe Star Detalls | BrasilMarcelo Ferreira · Torben Grael     | CanadàRoss MacDonald · Mike Wolfs     | FrançaPascal Rambeau · Xavier Rohart |

### Categoria femenina
| Prova                  | Or                                                     | Argent                                                       | Bronze                                                    |
| Classe 470 Detalls     | GrèciaSofia Bekatorou · Aimilia Tsoulfa                | EspanyaNatalia Via Dufresne · Sandra Azon                    | SuèciaTherese Torgersson · Vendela Zachrisson             |
| Classe Europa Detalls  | Siren Sundby                                           | Lenka Smidova                                                | Signe Livbjerg                                            |
| Windsurf Detalls       | Faustine Merret                                        | Yin Jian                                                     | Alessandra Sensini                                        |
| Classe Yngling Detalls | Regne UnitShirley Robertson · Sarah Webb · Sarah Ayton | UcraïnaRuslana Taran · Ganna Kalinina · Svitlana Matevusheva | DinamarcaDorte Jensen · Helle Jespersen · Christina Otzen |

### Categoria mixta
| Prova                  | Or                                          | Argent                                     | Bronze                                    |
| Classe Laser Detalls   | Robert Scheidt                              | Andreas Geritzer                           | Vasilij Žbogar                            |
| Classe 49er Detalls    | EspanyaIker Martinez · Xabier Fernandez     | UcraïnaRodion Luka · George Leonchuk       | Regne UnitChris Draper · Simon Hiscocks   |
| Classe Tornado Detalls | ÀustriaRoman Hagara · Hans-Peter Steinacher | Estats UnitsJohn Lovell · Charlie Ogeltree | ArgentinaSantiago Lange · Carlos Espínola |

## Medaller
| Posició | País            | Or | Argent | Bronze | Total |
| 1       | Regne Unit      | 2  | 1      | 2      | 5     |
| 2       | Brasil          | 2  | 0      | 0      | 2     |
| 3       | Espanya         | 1  | 2      | 0      | 3     |
| 4       | Àustria         | 1  | 1      | 0      | 2     |
| 4       | Estats Units    | 1  | 1      | 0      | 2     |
| 4       | Grècia          | 1  | 1      | 0      | 2     |
| 7       | França          | 1  | 0      | 1      | 2     |
| 8       | Israel          | 1  | 0      | 0      | 1     |
| 8       | Noruega         | 1  | 0      | 0      | 1     |
| 10      | Ucraïna         | 0  | 2      | 0      | 2     |
| 11      | Canadà          | 0  | 1      | 0      | 1     |
| 11      | Txèquia         | 0  | 1      | 0      | 1     |
| 11      | R.P. de la Xina | 0  | 1      | 0      | 1     |
| 14      | Dinamarca       | 0  | 0      | 2      | 2     |
| 15      | Argentina       | 0  | 0      | 1      | 1     |
| 15      | Eslovènia       | 0  | 0      | 1      | 1     |
| 15      | Itàlia          | 0  | 0      | 1      | 1     |
| 15      | Japó            | 0  | 0      | 1      | 1     |
| 15      | Polònia         | 0  | 0      | 1      | 1     |
| 15      | Suècia          | 0  | 0      | 1      | 1     |